# Jan Windsor
Książę Jan, właśc. John Charles Francis (ur. 12 lipca 1905 w York Cottage, Sandringham, zm. 18 stycznia 1919 w Wood Farm, Sandringham) – książę Zjednoczonego Królestwa.

## Dzieciństwo
Książę Jan urodził się 12 lipca 1905 roku w należącej do księstwa Yorku rezydencji York Cottage, znajdującej się na terenach Sandringham House w hrabstwie Norfolk, w Anglii. Jego ojcem był Jerzy, książę Walii, przyszły król Jerzy V, drugi syn Edwarda VII i królowej Aleksandry, z domu księżniczki Danii. Jego matką była Maria z Tecków, księżna Walii, przyszła królowa Maria, córka księcia Franciszka Tecka i księżnej Marii Adelajdy, z domu księżniczki z Cambridge.
Jako wnuk monarchy w linii męskiej książę Jan miał prawo do predykatu „Jego Królewskiej Wysokości” oraz tytułu księcia Wielkiej Brytanii. Jako syn księcia Walii nosił tytuł „księcia Jana z Walii”. W chwili narodzin (1905) książę był 6. w linii sukcesji do tronu Wielkiej Brytanii, po ojcu oraz czterech braciach, książętach: Edwardzie, Albercie, Henryku i Jerzym, a przed siostrą, księżniczką Marią.
Książę został ochrzczony 3 sierpnia 1905 roku w Kościele Św. Marii Magdaleny w Sandringham przez miejscowego kapłana i mentora księcia Walii, Johna Neale’a Daltona. Książę otrzymał trzy imiona Jan Karol Franciszek. Jego rodzicami chrzestnymi zostali: król Portugalii Karol I; książę Sparty z żoną, księżną Sparty; książę Karol z Danii; Alicja, księżna Teck, oraz Aleksander, książę Fife. Czterech z pięciu ojców chrzestnych (wyłączając księcia Sparty) reprezentowanych było przez księcia Walii, podczas gdy obydwie matki chrzestne zastępowała księżniczka Wiktoria, ciotka Jana ze strony ojca.

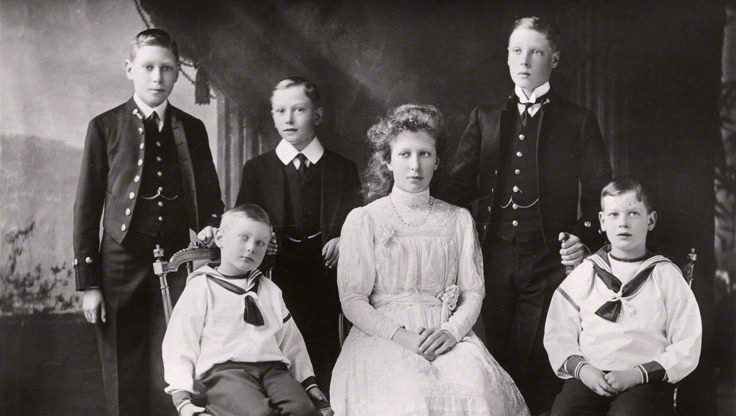
Książę Jan z rodzeństwem w czerwcu 1912 roku
(od lewej: Albert, Jan, Henryk, Maria, Edward i Jerzy)

## Choroba
Chorował na epilepsję. Choroba początkowo nie dawała objawów, więc Jan był traktowany jak starsze rodzeństwo. W przeciwieństwie do zestresowanych, poddawanych ciągłej presji braci, w szczególności Edwarda i Alberta (u tego ostatniego stres doprowadził do jąkania), Jan był dzieckiem wesołym, ekstrawertycznym oraz łatwo i chętnie nawiązującym kontakty z ludźmi. Pierwszy napad padaczkowy miał w wieku czterech lat. Kolejny atak spowodował, że Jan nie uczestniczył w koronacji ojca 22 czerwca 1911 w Opactwie Westminsterskim.
W 1917 otoczenie księcia zauważyło, że Jan jest zbyt wysoki, jak na swój wiek (12 lat), co spowodowało, że chłopca zaczęto nazywać „dzieckiem potworem” (ang. a monster boy). 6 lipca 1918 król Jerzy V i królowa Maria obchodzili 25-lecie ślubu, z tej okazji w pałacu Buckingham miało zostać wykonane zdjęcie rodziny królewskiej, ale Jan, jako jedyny, był na nim nieobecny.
Nasilające się, coraz częstsze ataki doprowadziły do odosobnienia Jana. Wiedza na temat przyczyn choroby i sposobu postępowania z chorym była w tamtych czasach bardzo ograniczona, a rodzina królewska obawiała się skandalu (niedorozwój dziecka uważano za ujmę dla rodziców), dlatego Jan w 1916 został umieszczony w Wood Farm w Wolferton niedaleko Sandringham House w hrabstwie Norfolk. Księciem opiekowała się niania Charlotte „Lalla” Bill. Aby Jan nie czuł się samotny, do Wood Farm za zgodą pary królewskiej zapraszano Winifred Thomas, chorą na astmę dziewczynkę z Yorkshire w podobnym wieku, by towarzyszyła księciu w zabawach na powietrzu. Maria również odwiedzała syna, ale okazanie uczuć wobec chłopca uniemożliwiała jej pozycja królowej (do lat 20. XX wieku uważano, że nawet uśmiech jest nieodpowiedni dla członka rodziny królewskiej) i jej introwertyczna natura.

## Śmierć
Książę Jan zmarł nagle po ciężkim ataku epileptycznym 18 stycznia 1919 roku o godzinie 5:30 nad ranem. W chwili jego śmierci w pobliżu nie było ani lekarza, ani żadnego z rodziców. Jedyną obecną przy łóżku była niania Charlotte Bill, która osobiście zadzwoniła do pałacu Buckingham, by przekazać królowej wiadomość o śmierci syna. Pomimo wczesnej godziny para królewska natychmiast udała się do Wood Farm, gdzie przez ostatnie trzy lata mieszkał książę. Pogrzeb Jana odbył się 21 stycznia 1919 roku z udziałem m.in. pary królewskiej, niani Charlotte Bill, a także Johna Daltona, który 13 lat wcześniej udzielał księciu chrztu.
Jan został pochowany w kościele Św. Marii Magdaleny w Sandringham.

## Spuścizna
Imię Jan jest uznawane za nieszczęśliwe dla brytyjskiej rodziny królewskiej, głównie za sprawą króla Jana bez Ziemi, ale także z powodu przedwczesnych i tragicznych śmierci dotykających członków rodziny królewskiej o imieniu Jan, m.in. księcia Aleksandra Jana z Walii, syna Edwarda VII i brata Jerzego V. Dlatego też od czasu śmierci księcia Jana w 1919 roku unika się nadawania tego imienia książętom brytyjskim. Diana, księżna Walii, w 1982 r. chciała nadać nowo narodzonemu synowi imię Jan na cześć jej ojca, Jana, hrabiego Spencera, jednak dwór nie wyraził na to zgody (ostatecznie chłopcu dano imię William).
Na historię księcia Jana, dotąd ukrywanego, zwrócono uwagę w mediach dopiero w 1998 roku, gdy w sprzedanych na aukcji w Paryżu albumach księcia Windsoru (Edwarda, najstarszego brata Jana) odnaleziono zdjęcie 9-letniego chłopca w stroju marynarskim, bardzo podobnego do Alberta, przyszłego Jerzego VI. Okazało się jednak, że chłopcem pozującym do fotografii nie było żadne ze znanych dzieci Jerzego V, a ukrywany przez lata książę Jan.
Historia księcia Jana posłużyła również za temat w filmie dokumentalnym Książę Jan: Tragiczny sekret Windsorów.
W 2003 roku stacja BBC stworzyła film o księciu Janie, Nieznany książę. Film zdobył 3 statuetki Emmy.

## Tytuły
- 12 lipca 1905 – 6 maja 1910: Jego Królewska Wysokość Książę Jan z Walii (ang. His Royal Highness Prince John of Wales)
- 6 maja 1910 – 18 stycznia 1919: Jego Królewska Wysokość Książę Jan (ang. His Royal Highness The Prince John)